# Boleodorus innuptus
Boleodorus innuptus (syn. Nothotylenchus innuptus) is een rondwormensoort uit de familie van de Neotylenchidae. De wetenschappelijke naam van de soort is voor het eerst geldig gepubliceerd in 1961 door Andrássy.